# Kyselina izonikotinová
Kyselina izonikotinová (systematický název kyselina pyridin-4-karboxylová je organická sloučenina se vzorcem C5H4N(COOH). Jedná se o derivát pyridinu s navázanou karboxylovou skupinou v poloze 4-. Je izomerní s kyselinou pikolinovou, která má karboxyl v poloze 2-, a kyselinou nikotinovou, u niž je karboxyl navázán do polohy 3-.

## Deriváty
Jako izonikotinové kyseliny se označují různé deriváty kyseliny izonikotinové. K hydrazidovým derivátům patří například isoniazid, iproniazid a nialamid. Amidové a esterové deriváty zahrnují mimo jiné ethionamid a dexamethazonizonikotinát.